# 雨森零
雨森零（日语：／ Amamori Zero，1970年—）日本小說家，山形縣人。明海大學肄業。1994年，以長篇小說「項鍊」獲得河出書房新社第31回文藝賞。1995年，發表第二作「就算我到了月球(裡面)，也要跑步去另一面。」展現其生命力的渴望。此后未再有文学活动。

## 作品
河出書房新社出版
- （1995年、ISBN 978-4309009575）
- （1996年、ISBN 978-4309010366）